# ストレイシープ (テレビアニメ)
『ストレイシープ』（STRAY SHEEP）は、日本のイラストレーター・映像作家、野村辰寿による、フジテレビで放送されたアニメーション作品。

## 概要
「現代人は迷える子羊である」「眠れない夜に人は羊を数える」というイメージを元に作られた作品。眠っている間に見知らぬ世界へと旅立ってしまう習性を持つさ迷える子羊「ポー」を主人公にしたミニアニメーションである。
もともとはフジテレビの深夜キャラクターとして1994年10月に誕生し、スポットCMに登場する。同年12月からイラストを中心に一部アニメーションを取り入れたミニ番組が作られ、以後「ストレイシープの大冒険」として季節ごとに様々なショートストーリーを展開するようになった。
当初1年限りの放送であったが、人気を受けて続きが作られるようになり、ポーの恋人となるメスの子羊「メリー」も登場、終盤ではメリーを探すポーの話が中心となった。
放送を繰り返すごとにその愛らしいキャラクターが人気を呼び、絵本やキャラクターグッズが多数作られるようになり、人気に拍車をかけていく事になる。1999年にはPlayStation用ゲーム「ストレイシープ ポーとメリーの大冒険」も発売された。
1996年英国でクローン羊ドリーが生まれた事がニュースになると、本作の主な舞台が英国だった事から、ポーのクローンがたくさん生まれる「ポーの兄弟」が制作された。
1999年4月、箱根登山鉄道箱根湯本-強羅間開業80周年と箱根 彫刻の森美術館30周年を記念して特別塗装車「とことこっとトレイン」が1年間運行した。車両片面にポー、もう片面にメリー、正面には出会った二匹が描かれていた。一般公募により「カモミール号」という愛称が付けられ、サボにも書かれていた。
2001年10月6日から12月まで、「ストレイシープ ポーのちっちゃな大冒険」として、 全編アニメーション化された。ポーが体験談をメリーに聞かせるという形態をとっており、毎年季節ごとに新作を放送している。
また、本作ではナレーション及びポー役を原マスミ、メリー役を遊佐未森など著名なミュージシャンが声優として参加している。

## ポーについて
- 名前：ポー
- 性別：オス
- 好物：カモミール
- 出身地：グレートブリテン島

## 主題歌

### ストレイシープの大冒険
・オープニング「ストレイシープのテーマ〈インスト〉」　作曲 - めいなCo.
・エンディング 「夢の駅」（第3話 - 第11話・第13話）　作詞・歌 - 原マスミ / 作曲 - 大森俊之
　　　　 　　　「はてしないチルドレン」（第12話）　作詞・作曲・歌 - 原マスミ / 編曲 - めいなCo.

## 放送リスト
| 話数 | サブタイトル     | 放送日     |
| ---- | ---------------- | ---------- |
| CM1  | SUBMARINE篇      | 1994年10月 |
| CM2  | BATH篇           | 1995年2月  |
| CM3  | MERRY-GO-ROUND篇 | 1995年6月  |

### ストレイシープの大冒険
| 話数   | サブタイトル             | 放送日         |
| ------ | ------------------------ | -------------- |
| 第1話  | ポーのクリスマス         | 1994年12月24日 |
| 第2話  | ポーのバレンタイン       | 1995年2月14日  |
| 第3話  | ポーの七夕               | 1995年7月7日   |
| 第4話  | さよならポー             | 1995年10月8日  |
| 第5話  | ポーの怪談               | 1996年8月31日  |
| 第6話  | ポーのバカンス           | 1997年3月31日  |
| 第7話  | ポーのオアシス           | 1997年8月18日  |
| 第8話  | ポーのロマンス           | 1997年12月26日 |
| 第9話  | ポーの子供たち           | 1998年8月29日  |
| 第10話 | ポーの兄弟               | 1998年12月19日 |
| 第11話 | ポーのおかあさん         | 1999年9月4日   |
| 第12話 | ポーの恋人               | 1999年12月24日 |
| 第13話 | ポーとメリーのクリスマス | 2000年12月23日 |

### ストレイシープ ポーのちっちゃな大冒険
| 話数   | サブタイトル     | 放送日         |
| ------ | ---------------- | -------------- |
| 第1話  | ポーの夢         | 2001年10月6日  |
| 第2話  | たまご           | 10月13日       |
| 第3話  | ブリキの約束     | 10月20日       |
| 第4話  | ポーの願い       | 10月27日       |
| 第5話  | 黒猫の夜         | 11月3日        |
| 第6話  | 花とクマバチ     | 11月10日       |
| 第7話  | 霧のラプソディ   | 11月17日       |
| 第8話  | 月とペンギン     | 11月24日       |
| 第9話  | うさぎの時計     | 12月1日        |
| 第10話 | 鉄路のサーカス   | 12月8日        |
| 第11話 | ゆきだるま       | 12月15日       |
| 第12話 | メリーの夢       | 12月22日       |
| 第13話 | プレゼント       | 2002年12月24日 |
| 第14話 | 馬と三日月       | 2003年1月1日   |
| 第15話 | 真夏の落とし物   | 12月24日       |
| 第16話 | 猿とバナナ       | 2004年1月3日   |
| 第17話 | 空飛ぶ魚         | 12月24日       |
| 第18話 | ダチョウの恩返し | 2005年1月1日   |

## 関連書籍
- 『ポーのクリスマス』（野村辰寿、主婦と生活社、1996年11月8日）ISBN 978-4-391-11967-1
- 『ポーの不思議な夢 ストレイシープショートストーリーズ』（野村辰寿、白泉社、1998年11月1日）ISBN 978-4-592-76087-0
- 『ポーとメリー』（野村辰寿、主婦と生活社、1998年11月13日）ISBN 978-4-391-12285-5
- 『ポーのロマンス』（野村辰寿、主婦と生活社、1999年11月19日）ISBN 978-4-391-12393-7
- 『ポーのあしあと STRAY SHEEPコンプリートアルバム』（murmur's Group、KADOKAWA、2000年2月4日）ISBN 978-4-8401-0025-0
- 『ポーの子どもたち』（野村辰寿、主婦と生活社、2000年11月10日）ISBN 978-4-391-12470-5
- 『ポーとメリーのクリスマス』（野村辰寿、主婦と生活社、2001年11月16日）ISBN 978-4-391-12565-8
- 『こおりにのったペンギン』（野村辰寿、ダイヤモンド社、2001年5月30日）ISBN 978-4-478-00546-0
- 『サンゴのおうち』（野村辰寿、ダイヤモンド社、2001年9月5日）ISBN 978-4-478-00692-4